# Mistrzostwa Ameryki Północnej, Środkowej i Karaibów w Piłce Siatkowej Kobiet 2009
XXI Mistrzostwa Ameryki Północnej, Środkowej i Karaibów w piłce siatkowej kobiet odbyły się w 2009 roku w Bayamón w Portoryko. W mistrzostwach wystartowało 8 reprezentacji. Mistrzem została po raz pierwszy reprezentacja Dominikany.

## Klasyfikacja końcowa
| Miejsce | Reprezentacja     |
| ------- | ----------------- |
|         | Dominikana        |
|         | Portoryko         |
|         | Kuba              |
| 4.      | Stany Zjednoczone |
| 5.      | Kanada            |
| 6.      | Meksyk            |
| 7.      | Kostaryka         |
| 8.      | Trynidad i Tobago |

## Nagrody indywidualne
- MVP: Prisilla Rivera
- Najlepsza punktująca: Áurea Cruz
- Najlepsza atakująca: Nancy Metcalf
- Najlepsza blokująca: Nancy Carillo de la Paz
- Najlepsza serwująca: Yanelis Rebeca Santos Allegne
- Najlepsza rozgrywająca: Vilmarie Mojica
- Najlepsza broniąca: Brenda Castillo
- Najlepsza przyjmująca: Brenda Castillo
- Najlepsza libero: Brenda Castillo
- Wschodząca gwiazda: Wilma Salas